# 長遠目標、使命和信念
長遠目標、使命和信念（Vision, Mission and Value）亦作願景、抱負和核心價值，是一個管理學上的名詞，屬於战略计划的範疇。